# Atarba (Atarba) nodulosa
Atarba (Atarba) nodulosa is een tweevleugelige uit de familie steltmuggen (Limoniidae). De soort komt voor in het Neotropisch gebied.